# Beau Garrett
Beau Jesse Garrett (28 de diciembre de 1982) es una actriz y modelo estadounidense, conocida por su personaje de Gem en la película Tron: Legacy y por su papel en la serie The Good Doctor.

## Biografía

### Primeros años
Garrett nació en la ciudad de Beverly Hills, y se crio en la ciudad de Topanga; ambas ciudades en el estado de California.

### Carrera
Garrett comenzó su carrera de modelo a finales de la década de 1990 cuando fue contratada por la firma de moda Guess?. En la actualidad es imagen de la firma de cosméticos Revlon, junto a las actrices Halle Berry, Jessica Biel, Jennifer Connelly y Jessica Alba. Garrett también modeló para Cosmogirl y Double D Ranch. También tiene un contrato con la empresa Vision Model Management L.A.
Garrett fue la protagonista femenina del videoclip de la canción "Cold" de la banda Crossfade.
El primer trabajo de Garrett como actriz fue con un personaje secundario en un episodio de la serie de televisión North Shore, llamado Meteor Shower y emitido por primera vez el 5 de julio de 2004. También trabajó en dos episodios de la serie Entourage emitidos en agosto de 2004. Desde entonces Garrett ha trabajado en diferentes series de televisión como Head Cases, Wildfire, House, Warren the Ape, Mentes criminales y The Glades; generalmente con intervenciones por uno o dos episodios.
En el cine su primer trabajo fue en la película de terror y misterio Turistas estrenada en el 2006. Luego ha trabajado en varias películas, entre ellas Los 4 Fantásticos y Silver Surfer como Frankie Raye
En el 2010 trabajó (aunque con un personaje secundario) en el éxito de taquilla y fenómeno de la cultura popular Tron: Legacy.
Participó también en la serie Firefly Lane de Netflix (2022 - 2023) donde interpretó a Cloud, la madre con problemas de adicción de Tully.